# 아크 마우스

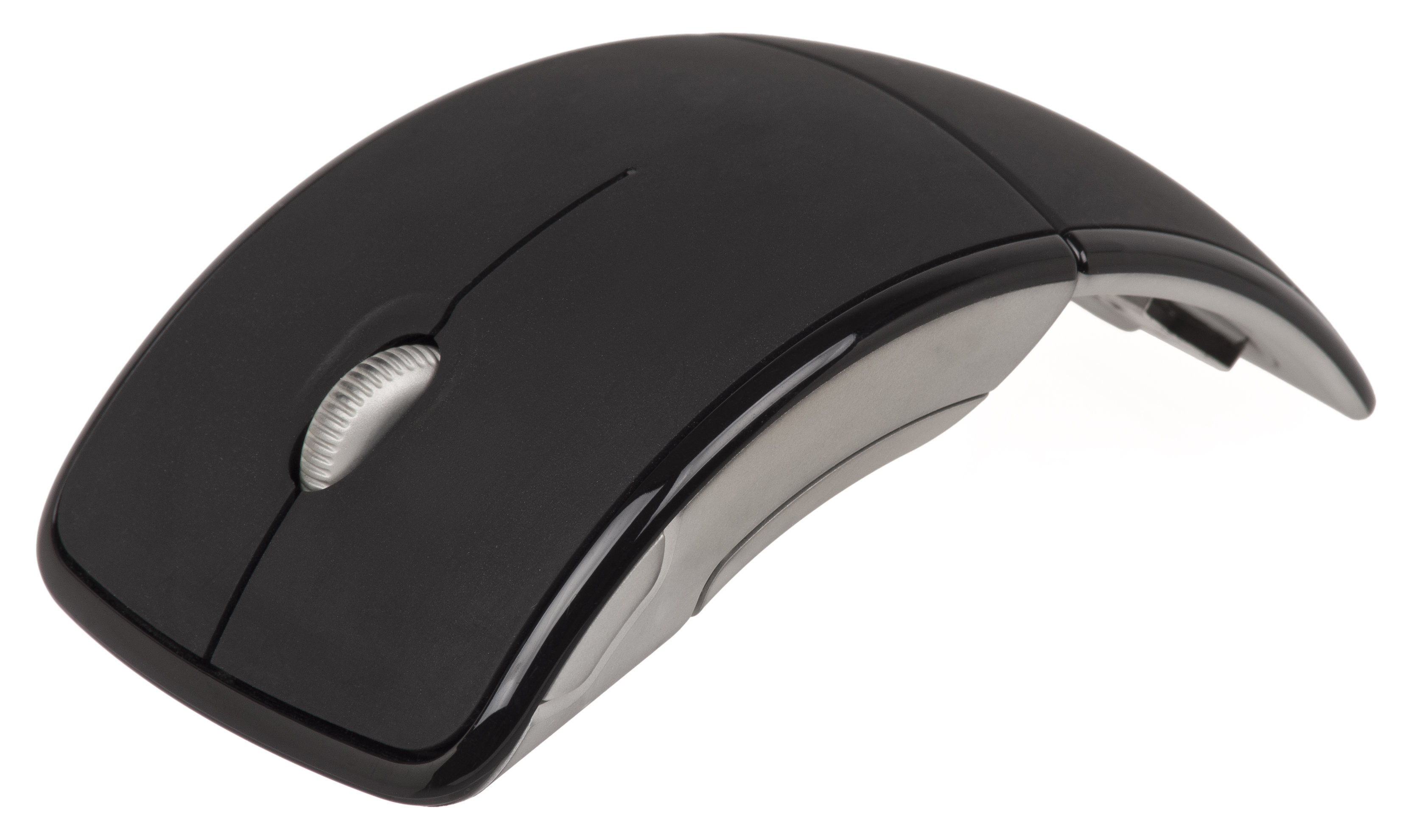

아크 마우스(Arc Mouse)는 마이크로소프트가 생산한 휴대용 마우스이다. 마이크로소프트의 서피스 계열 컴퓨터들과 조화를 이루도록 설계된 특별판을 포함하여 수많은 해에 걸쳐 발전해왔다. 아크 마우스의 모든 버전은 접을 수 있으며 스크롤 휠 기능이 있으며 최초 버전은 2008년 출시되었다.

## 버전
- 아크 마우스
- 아크 터치 마우스
- 아크 터치 블루투스 마우스
- 서피스 아크 마우스/마이크로소프트 아크 마우스